# Brinckochrysa stenoptera
Brinckochrysa stenoptera is een insect uit de familie van de gaasvliegen (Chrysopidae), die tot de orde netvleugeligen (Neuroptera) behoort. 
Brinckochrysa stenoptera is voor het eerst wetenschappelijk beschreven door Navás in 1910.